# Constant Montald
Constant Montald fue un pintor belga (Gante, 4 de diciembre de 1862 – Bruselas, 5 de marzo de 1944), que destacó por sus lienzos y murales. También se dedicó a la escultura. Premio de Roma belga en pintura en 1886.

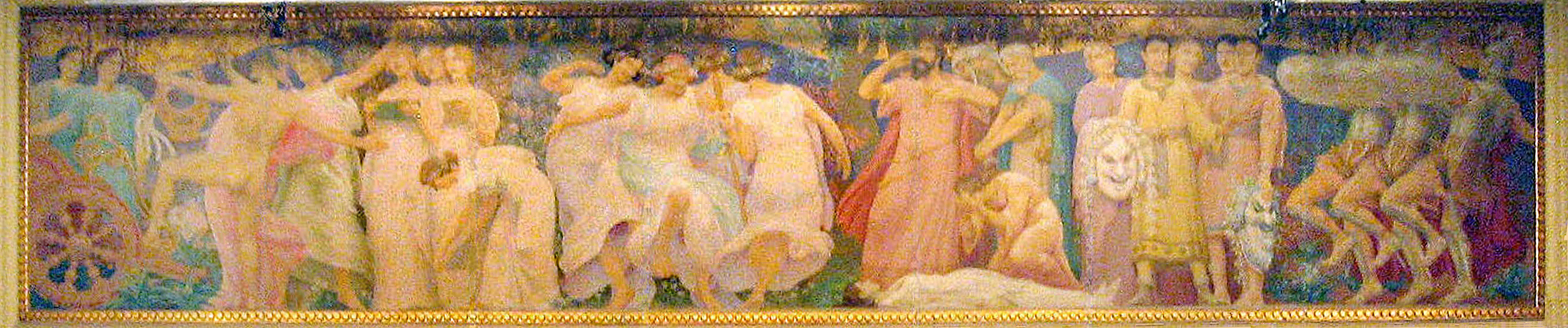
Mural de Montald en el teatro de Lovaina, Bélgica. Puede verse a la izquierda a Apolo y las musas, y a la derecha a Orfeo lamentando la muerte de Eurídice, alegoría de los géneros de Comedia y Tragedia del teatro clásico, respectivamente.

## Primeros años
Comenzó muy joven estudiando durante el día pintura decorativa en la Escuela técnica de Gante y, a partir de 1874, los cursos de noche de la Academia de Bellas Artes de Gante. Allí ganó el Gran Premio y recibió una beca de la ciudad. Junto con el pintor y cartelista Privat-Livemont, se instaló a partir de 1885 en París como estudiante de la École des Beaux-Arts. En París, pintó ese año su primera pintura monumental, La lucha del ser humano (5 x 10 m), que después donaría a su ciudad natal, Gante. 
Más tarde Montald ganó el Prix de Rome (de Bélgica) que le fue concedido por la Real Academia de Bellas Artes de Amberes en 1886 con su Diagoras llevado en triunfo por sus hijos, los vencedores de los Juegos Olímpicos de la Grecia Antigua, hecho que fue ampliamente festejado en su ciudad natal. También recibió un premio y medalla de la "Asociación para el Avance de la Ciencia y la Industria".
Realizó un largo viaje por Italia, donde quedó impresionado por la Capilla Sixtina y Giotto. Recorrió el país hasta que se instaló en Florencia, donde hizo los estudios preliminares de un gran trabajo que finalmente terminó en Roma, Las contradicciones sociales, conservado en los sótanos de los Museos Reales de Arte e Historia de Bruselas, habiéndose exhibido en 1890 con una gran presentación de Roma. En su estudio romano también pintó en el año 1889 un trabajo decorativo monumental titulado El arpa eólica (ahora en el depósito de los Museos Reales de Bellas Artes de Bélgica en Bruselas), que se exhibió en el Salón de Gante en 1892. En 1891, regresó a Bélgica después de un viaje por Egipto. El 9 de agosto de 1892 se casó con Gabrielle Canivet, también artista, que se había especializado en composiciones decorativas sobre tejidos.

## Madurez

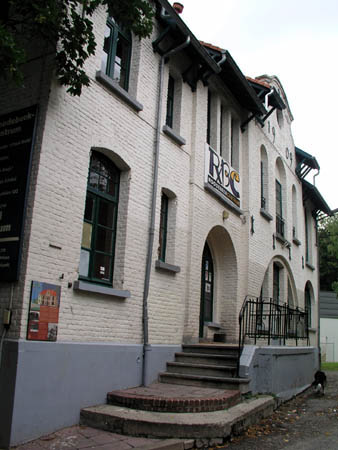
Casa de Montald en Woluwe-Saint-Lambert.

En 1894 participó con Jean Delville, Auguste Donnay y Léon Frédéric en una exposición en Bruselas, organizada por el estudio Kumris. En 1896 Montald se convirtió en profesor de artes decorativas de la Academia de Bellas Artes de Bruselas.
En esos años realiza una de sus obras más importantes, el tímpano del Teatro Real de Gante (1897-1899), que pintó para el arquitecto Edmond De Vigne.
Con el cambio de siglo la obra de Montald sufre una evolución. Influido por los círculos esotéricos que frecuenta, quería elevar el arte de la realidad para expresar la idea. Después de haber admirado la Basílica de San Marcos de Venecia, el artista utilizará en sus pinturas fondos de oro sobre los que extiende el color. Bajo esta influencia pintó obras como El barco del Ideal, La fuente de inspiración y El árbol bendito (cuando se presentan estas tres obras en Bruselas en 1906 gana una medalla de oro). Si el primero de estos trabajos aparece influenciado por los prerrafaelitas, después evoluciona hacia una mayor integración de los personajes en un entorno de tupida vegetación: árboles con ramas retorcidas, cortinas de flores y arbustos, césped, vegetación irreal, donde el hombre queda reducido a un papel insignificante. Es un mundo de ensueño, predominantemente ornamental, con énfasis en los tonos azules y dorados (influencia del arte bizantino) y con una especie un ritmo tranquilo, como una música visual.
Entre 1909 y 1910 Montald se construye una villa en Woluwe-Saint-Lambert (área de Bruselas). Esta se convirtió rápidamente en un lugar de reunión de una élite intelectual, entre la que se encontraban sus amigos Stefan Zweig y Emile Verhaeren, del que pintó varios retratos.

## Culmen
La Primera Guerra Mundial impidió a Montald realizar trabajos de pintura monumental, por lo que se concentró en obras de caballete basadas en paisajes de alrededor de su villa de Woluwe.
Terminada la guerra, en 1920, fue cofundador, junto a Jean Delville, Émile Fabry, Albert Ciamberlani, Émile Vloors y Omer Dierickx, de un movimiento que promovía un arte decorativo relacionado con la arquitectura.
Durante 37 años (hasta 1932), Montald mantiene una considerable influencia como profesor de la Academia de Bellas Artes de Bruselas, con alumnos como René Magritte, Paul Delvaux, Jan De Cooman, Joseph Lacasse, Armand Bonnetain o Edgard Tytgat.
Viudo desde 1942, muere el 5 de marzo de 1944, en plena calle, debido a una apoplejía.

## Su legado
Su último gran proyecto de decoración, unos murales para la pared del cementerio de la abadía de Orval, fue completado por su alumno Anto Carte.
Su único heredero, John Goffin, el sobrino de su esposa, vendió su villa al municipio de Woluwe-Saint-Lambert. Su testamento, además de la voluntad de sus descendientes, preveía la creación de un premio bianual "Constant Montald" para promover el arte pictórico.
El municipio de Woluwe-Saint-Lambert puso su nombre a una avenida.
Montald terminó convirtiéndose en uno de los máximos exponentes del Simbolismo belga y muchas de sus obras se exponen en la actualidad en importantes museos.

## Obras
- El nido (1893), Museos Reales de Bellas Artes de Bélgica.
- Paisaje simbolista (1904), Museo de Orsay de París.
- La fuente de la inspiración (1907), Museos Reales de Bellas Artes de Bélgica.